# Belinda Hocking
Belinda Jane Hocking (Wangaratta (Victoria), 14 september 1990) is een Australische zwemster. Ze vertegenwoordigde haar vaderland op de Olympische Zomerspelen 2008 in Peking en op de Olympische Zomerspelen 2012 in Londen.

## Carrière
Tijdens de Australische kampioenschappen zwemmen 2008 in Sydney wist Hocking zich, op de 200 meter rugslag, te kwalificeren voor de Olympische Zomerspelen van 2008 in Peking. Enkele weken later maakt de Australische haar internationale debuut, op de wereldkampioenschappen kortebaanzwemmen 2008 in Manchester, op dit toernooi eindigde ze als vijfde op de 100 meter rugslag en als zesde op de 50 meter rugslag. Op de 4x100 meter wisselslag vormde ze samen met Jade Edmistone, Samantha Hamill en Angie Bainbridge een team in de series, in de finale veroverden Rachel Goh, Sarah Katsoulis, Felicity Galvez en Alice Mills de zilveren medaille. Voor haar aandeel in de series ontving ze de zilveren medaille. Tijdens de Spelen bereikte Hocking de finale van de 200 meter rugslag, in de finale eindigde ze op de achtste plaats.
Op de wereldkampioenschappen zwemmen 2009 in de Italiaanse hoofdstad Rome werd de Australische uitgeschakeld in de halve finales van de 200 meter rugslag, op de 100 meter rugslag wist ze de series niet te overleven.
In Irvine nam Hocking deel aan de Pan Pacific kampioenschappen zwemmen 2010, op dit toernooi sleepte ze de bronzen medaille in de wacht op de 200 meter rugslag. Op de 100 meter rugslag eindigde ze op de tiende plaats en op de 50 meter rugslag strandde ze in de series. Tijdens de Gemenebestspelen 2010 in Delhi eindigde de Australische als vierde op zowel de 100 als de 200 meter rugslag.
Op de wereldkampioenschappen zwemmen 2011 in Shanghai legde Hocking, op de 200 meter rugslag, beslag op de zilveren medaille, daarnaast eindigde ze als zesde op de 100 meter rugslag en werd ze uitgeschakeld in de series van de 50 meter rugslag. Samen met Leisel Jones, Alicia Coutts en Merindah Dingjan veroverde ze de bronzen medaille op de 4x100 meter wisselslag.
Tijdens de Olympische Zomerspelen van 2012 in Londen eindigde de Australische als zevende op de 100 meter rugslag, op de 200 meter rugslag strandde ze in de halve finales.
In Barcelona nam Hocking deel aan de wereldkampioenschappen zwemmen 2013. In de finale van de 200 meter rugslag legde ze beslag op de zilveren medaille. In de finale van de 100 meter rugslag eindigde ze achtste.

## Internationale toernooien
| Jaar | Olympische Spelen                | WK langebaan                                                         | WK kortebaan                                                                        | PanPacs                                           | Gemenebestspelen                |
| ---- | -------------------------------- | -------------------------------------------------------------------- | ----------------------------------------------------------------------------------- | ------------------------------------------------- | ------------------------------- |
| 2008 | 8e 200m rugslag                  |                                                                      | 6e 50m rugslag · 5e 100m rugslag · 4x100m wisselslag · Hocking zwom enkel de series |                                                   |                                 |
| 2009 |                                  | 17e 100m rugslag 9e 200m rugslag                                     |                                                                                     |                                                   |                                 |
| 2010 |                                  |                                                                      | geen deelname                                                                       | 18e 50m rugslag · 10e 100m rugslag · 200m rugslag | 4e 100m rugslag 4e 200m rugslag |
| 2011 |                                  | 20e 50m rugslag · 6e 100m rugslag · 200m rugslag · 4x100m wisselslag |                                                                                     |                                                   |                                 |
| 2012 | 7e 100m rugslag 10e 200m rugslag |                                                                      | geen deelname                                                                       |                                                   |                                 |
| 2013 |                                  | 21e 50m rugslag · 8e 100m rugslag · 200m rugslag                     |                                                                                     |                                                   |                                 |

## Persoonlijke records
Bijgewerkt tot en met 15 augustus 2013

### Kortebaan
| Afstand      | Tijd    | Datum           | Plaats     |
| ------------ | ------- | --------------- | ---------- |
| 50m rugslag  | 26,94   | 13 april 2008   | Manchester |
| 100m rugslag | 57,38   | 8 augustus 2013 | Eindhoven  |
| 200m rugslag | 2.01,24 | 22 oktober 2011 | Berlijn    |

### Langebaan
| Afstand      | Tijd    | Datum         | Plaats   |
| ------------ | ------- | ------------- | -------- |
| 50m rugslag  | 28,30   | 20 maart 2009 | Sydney   |
| 100m rugslag | 59,29   | 29 juli 2012  | Londen   |
| 200m rugslag | 2.06,06 | 30 juli 2011  | Shanghai |